# Vladimír Weiss (1939–2018)
Vladimír Weiss (ur. 21 września 1939 we Vrútkach, zm. 23 kwietnia 2018) – czechosłowacki piłkarz występujący na pozycji obrońcy.
Jego syn, Vladimír Weiss był piłkarzem, a później m.in. selekcjonerem reprezentacji Słowacji, natomiast jego wnuk, Vladimír Weiss jest piłkarzem.